# Icon
Icon es un lenguaje de programación de muy alto nivel, especialmente recomendado para trabajar con cadenas de texto, ya que permite una programación rápida y concisa. Puede ser usado para análisis y formateo de textos, inteligencia artificial o programación de prototipos. Las últimas versiones, además, incluyen gráficos y facilidades GUI. Fue diseñado en los años 1970 por Ralph E. Griswold, y otros colaboradores en el "Department of Computer Science" de la Universidad de Arizona. Griswold, que lideraba el proyecto, ya tenía experiencia anterior en el diseño de lenguajes de alto nivel, ya que fue uno de los creadores de Snobol, del que tomaron algunas características.

## Sintaxis básica
Se deriva de la clase ALGOL de los lenguajes de programación estructurada, por lo que tiene una sintaxis similar a la de C, pero sobre todo, a la de Pascal, ya que utiliza el símbolo ‘:=’ para las asignaciones. Por otra parte, se asemeja a C en la utilización de los corchetes para estructurar el programa y en la ejecución de un procedimiento principal llamado "main".
Otras características comunes a otros lenguajes de programación de scripting es que no es necesario declarar las variables, los tipos son emitidos automáticamente y los números pueden ser convertidos a cadena de caracteres y volver automáticamente. Otro aspecto a destacar es la ausencia de un carácter de fin de línea. Las líneas no terminan en punto y coma como en el caso de C, por ejemplo, sino que terminan en una coma implícita siempre que la línea tenga sentido.
Los procedimientos son los bloques de construcción básicos en los programas. Aunque los nombres y palabras utilizadas en ICON se asemejen más a Pascal, el funcionamiento es más similar al que se le da en C, y puede devolver valores.
```
  
procedure doSomething(aString)

       write(aString)
  end
```

## Evaluación de expresiones

### Condicional
Hay expresiones condicionales que pueden tener éxito y producir un resultado, o fallar y no producir ningún resultado. Un ejemplo es la operación de comparación, i > j que tendrá éxito siempre que el valor de i sea mayor que el de j. Algo parecido ocurre con i > j > k que tendrá éxito cuando el valor de j se encuentre entre el de i y el de k.
El éxito o el fracaso de las operaciones condicionales se utiliza en lugar de valores booleanos para conducir las estructuras de control en ICON. Por ejemplo: 
```
  
if i > j then k:=i

    else k:=j
```

Se asignaría el valor de i a k en el caso de que el valor de i sea mayor que el de j, y se le asignaría el valor de j en el caso contrario.
La utilidad de estos conceptos de éxito o fracaso es ilustrada mediante la orden “find(s1,s2)”, que falla en el caso de que s1 no sea una subcadena de s2. Por ejemplo:
```
  
if i:=find("or",line) then

      write(i)
```

Esto devolvería i, que es la posición de la cadena “line” en la que se encuentra la subcadena “or”. En el caso de que no se encuentre la subcadena, el programa no devolvería ningún resultado.
Muchas expresiones son condicionales. Un ejemplo es “read()”, que devuelve la siguiente línea de un archivo de entrada, y termina cuando se alcanza el final del archivo.
```
  
while line:=read() do

      write(line)
```

Esta expresión copia el archivo de entrada en el archivo de salida.
Si un argumento de una función falla, la función no se llama, la llamada falla.

## Generadores
En algunas situaciones, una expresión puede ser capaz de producir más de un resultado diferente. Por ejemplo:
```
  
sentence:="Store it in the neighboring harbor"

      find("or",sentence)
```

Aquí, la subcadena “or” se repite 3 veces a lo largo de la cadena, en la posición 3, 23 y 33. Muchos lenguajes superan este problema eligiendo solo una de las opciones, generalmente se quedan con el primer resultado obtenido, en este caso el 3. Sin embargo, en ICON, podemos generar los 3 resultados distintos.
Los resultados que produce un generador dependerá del contexto. En una situación en la que únicamente uno de los resultados en necesario, se produce así:
```
  
i:= find(“or”,sentence)
```

Lo que asignaría a la variable i el valor 3.
Si el resultado de un generador no da lugar al éxito de la expresión que encierra, entonces la condición falla, pero el generador se reanuda para producir otro valor. Un ejemplo:
```
  
if(i:=find("or",sentence))>5 then

       write(i)
```

En este ejemplo, el primer resultado obtenido sería 3, pero como no cumple la condición de que sea menor que 5, la expresión falla, pero se volverá a ejecutar hasta encontrar el siguiente resultado, 23, que sí cumple la condición impuesta (23 > 5), y lo mismo ocurre con el 33. En estos casos, la operación de comparación tiene éxito.
La anterior expresión se puede expresar también de la siguiente manera:
```
  
write(5 < find("or", sentence))
```

Es posible utilizar las expresiones en situaciones difíciles y rebuscadas, como por ejemplo:
```
 
find("or", sentence1) = find("and", sentence2)
```

Tendrá éxito cuando la subcadena “or”, de la cadena sentence1, se encuentre en la misma posición que la subcadena “and” en la cadena sentence2. 
Un generador se puede reanudar repetidas veces para producir todos sus resultados mediante el uso de las tareas de control de cada estructura:
```
  
every i:=find("or",sentence)

         do write(i)
```

Este bucle escribirá todas las posiciones en las que se encuentre la subcadena “or” dentro de la oración “sentence”. Otra expresión que realiza la misma tarea que la anterior es la siguiente:
```
  
every write(find(“or”,sentence))
```

Existen varios generadores prediseñados en ICON. Uno de los más conocidos es:
```
  
i to j
```

Un ejemplo de su uso:
```
  
every k:=i to j do

       f(k)
```

O esta otra opción más compacta:
```
  
every f(i to j)
```

Estas expresiones ejecutaran f(k) para cada valor de “k” que se encuentre entre ‘i’ y ‘j’.
Hay otras estructuras de control relacionadas con la generación. Una de ellas es la alternancia:
```
  
expr1 | expr2
```

Que generará los resultados de expr1 seguidos de los de expr2. Por ejemplo:
```
  
every write(find("or",sentence1)|

      find("or",sentence2))
```

Escribirá la posición de “or” en sentence1, seguido de la posición de la misma subcadena “or” en sentence2. Otra forma de escribir esta instrucción:
```
  
every write(find(“or”,sentence1 | sentence2))
```

Otro uso de la alternancia es el que pone de manifiesto la siguiente orden:
```
  
(i | j | k) = (0 | 1)
```

Que tendrá éxito cuando o bien i, o bien j, o bien k, tengan el valor 0 o 1.
Los procedimientos podrán ser usados para añadir generadores al repertorio de los incluidos en ICON. Por ejemplo:
```
  
procedure findodd(s1,s2)

       every i:=find(s1,s2) do
          if i%2=1 then suspende i
   end
```

Este procedimiento genera el valor de las posiciones de s1 que también ocurren en s2. La estructura de control “suspend” devuelve un valor desde el procedimiento, pero lo deja en suspensión para que pueda ser reanudado por otro valor. Cuando el bucle termina, el control de las corrientes de fuera del final del procedimiento sin producir otro valor.

## Exploración de cadenas
Para operaciones complicadas sobre las posiciones en las cadenas, y en las que es muy fácil cometer un error, ICON facilita la tarea gestionando automáticamente las posiciones de cada cadena. Por ejemplo:
```
  
s ? expr
```

Donde s es la cadena que hay que examinar y “expr” es una expresión que se encarga de llevar a cabo la exploración. La exploración empieza en la posición 1.
La función “move(i)” se mueve por la cadena hasta la posición ‘i’ y produce en la salida la subcadena contenida entre las posiciones anteriores y dicha posición. Si esta subcadena no pudiera ser producida porque la cadena original no es lo suficientemente larga, la función falla. Por ejemplo:
```
  
line ? while write (move(2))
```

Que escribe subcadenas de dos caracteres consecutivos de la línea, y parará cuando acabe la línea.
Otra función de combinación es la “tab(i)”, que se establece en la posición ‘i’ y devuelve la subcadena contenida entre las anteriores y las nuevas posiciones. Por ejemplo:
```
  
line ? if tab(10) then

      write(tab(0))
```

Lo que escribiría todos los caracteres desde la posición 10 hasta el final, siempre y cuando la función no falle, por lo que la cadena debe ser lo suficientemente larga.
Las funciones de análisis, como “find()” pueden ser usadas en la exploración de una cadena. Por ejemplo:
```
  
line ? while write(tab(find("or")))

         do move(2)
```

Que escribirá todas las subcadenas que encuentre en la línea antes de la posición en la que se encuentra la subcadena “or”. “find()” encuentra una posición, que es utilizada por “tab” para producir las subcadenas.
Otro ejemplo de utilización de las funciones de análisis en exploración de cadenas es:
```
  
line ? while tab(upto(&letters)) do

       write(tab(many(&letters)))
```

Esto escribiría todas las palabras en línea.

## Estructuras

### Listas
Si bien las cadenas son secuencias de caracteres, las listas en ICON son secuencias de valores de tipo arbitrario. Son creadas asignando a una variable una lista de valores entre corchetes, así:
```
  
car1:=[“buick”, “skylark”, 1978, 2450]
```

La lista “car1” tiene cuatro valores, dos de los cuales son cadenas y otros dos son enteros. Los valores de una lista no tienen porque ser todos del mismo tipo. De hecho, en una lista se pueden introducir cualquier tipo de valores, incluso una lista dentro de otra:
```
  
inventario:=[car1, car2, car3, car4]
```

También pueden ser creadas mediante:
```
  
l:=list(i,x)
```

Que creará una lista de ‘i’ valores, cada uno con el valor de ‘x’.
Se pueden añadir valores en una lista directamente a una posición. Por ejemplo:
```
  
car1[4]:=2400
```

Esta instrucción cambiaría el último valor de la lista “car1” a 2400. Si la posición indicada no pertenece a la lista, falla:
```
  
write(car1[5])
```

Los valores en una lista L son generados por !L. Así:
```
  
every write(!L)
```

Escribe todos los valores en L.
Las listas pueden ser manipuladas como pilas o colas. La función “push(L,x)” añade el valor de ‘x’ al extremo izquierdo de la lista L, automáticamente, aumentando el tamaño de L en 1. Del mismo modo, “pop(L)” elimina el valor del extremo izquierdo de la lista, disminuyendo automáticamente en 1 el tamaño total, además de devolver el valor eliminado.

### Conjuntos
Un conjunto es una colección de valores. Para crear un conjunto vacío se utiliza “set()”. Alternativamente, “set(L)” produce un conjunto de los valores en la lista L. Por ejemplo:
```
  
S:=set([1, “abc”, []])
```

Se asigna al conjunto que contiene el entero 1, la cadena “abc” y una lista vacía.
La función “member(S,x)” tiene éxito si ‘x’ es un miembro de la serie S pero falla en otro caso. La función “insert(S,x)” añade ‘x’ a la serie S, mientras que la función “delete(S,x)” hace justamente la operación contraria. Los valores de un conjunto no se pueden repetir. Si se intenta insertar un valor ‘x’ en un conjunto que ya contiene dicho valor, fallará. La instrucción !S generará los miembros del conjunto S.
Un ejemplo simple de la utilización de los conjuntos, en el que se enumeran todas las palabras que aparecen en el fichero de entrada:
```
  
words:=set()

    while line:=read() do
       line ? while tab(upto(&letters)) do
                  insert(words,tab(many(&letters)))
   every write(!words)
```

## Facilidades gráficas
ICON soporta gráficos de alto nivel, aportando una serie de facilidades:
- Se pueden abrir y cerrar ventanas cuando se desee.
- El texto puede ser escrito en ventanas con una gran variedad de tamaños y estilos.
- Se pueden utilizar puntos, líneas, polígonos, círculos, áreas y suavizar las curvas.
- Utilizar colores en texto y elementos gráficos.
- Los archivos de imagen pueden ser leídos y escritos.